# Bless the Child (película)
Bless the Child (La bendición en España, La hija de la luz en Hispanoamérica) es una película de suspenso y terror alemana-estadounidense del año 2000, dirigida por Chuck Russell y protagonizada por Kim Basinger, Jimmy Smits, Angela Bettis, Rufus Sewell, Christina Ricci y Holliston Coleman, basada en la novela homónima de Cathy Cash Spellman.

## Argumento
Maggie O'Connor, una enfermera psiquiátrica de la ciudad de Nueva York, adopta a la recién nacida Cody, hija de su hermana Jenna, una indigente adicta a la heroína que la abandonó en la casa de Maggie justo antes de Navidad. Maggie cría a Cody llegando a verla como su propia hija y, durante sus primeros años es diagnosticada con autismo, aunque Maggie sospecha que es un diagnóstico erróneo que simplifica alguna realidad diferente. Maggie inscribe a Cody en una escuela católica para personas con necesidades especiales en Brooklyn, donde las monjas notan que Cody posiblemente posee algún tipo de habilidades extrasensoriales.
Cuando la niña cumple seis años, una serie de secuestros y asesinatos de niños azotan la ciudad, investigados por el agente especial del FBI John Travis, un ex estudiante de seminario. Los cuerpos llevan marcas ocultas y todas las víctimas comparten la fecha de nacimiento y la edad de Cody. En su hospital, Maggie conoce a Cheri, una joven adicta a la heroína que lleva un misterioso tatuaje satánico y que conoce a Jenna. En la conversación, Cheri insinúa que Cody es especial e insta a Maggie a protegerla. Cuando Maggie y Cody se detienen en una iglesia, Maggie se sorprende cuando todas las velas votivas se encienden en presencia de Cody.
Cuando Maggie regresa a casa, se sorprende al encontrar a Jenna allí, ahora limpia, rehabilitada y acompañada por su nuevo marido, Eric Stark, un famoso gurú de autoayuda, quienes tienen la intención de llevarse a Cody. Maggie se niega, pero logran secuestrar a a la niña, por lo que Maggie los denuncia a la policía y el agente Travis se interesa por el caso. Maggie intenta aprender más sobre la organización de Eric, la Fundación New Dawn, visitando uno de sus centros. 
Cheri se pone en contacto con Maggie y le explica que anteriormente fue miembro de New Dawn, que en realidad es una fachada para un culto satánico, encabezado por Eric. Ella dice que la secta recientemente comenzó a secuestrar a niños de seis años y someterlos a pruebas; los que fracasaron fueron asesinados en lo que Cheri describe como la "Matanza de los Inocentes". Cheri afirma que Cody es en realidad un ser bendito destinado a conducir a la gente hacia Dios, lo que Eric intenta frustrar. Un grupo de miembros de una secta persigue a Cheri y la decapita en el metro después de que entrega a Maggie la dirección de Eric. 
Por su parte, en su oficina Travis siente que su voluntad flaquea debido a imparable cantidad de muertes y la impunidad de Eric, así como por lo inútiles que parecen ser sus esfuerzos. Todo esto cambia cuando un conserje del edificio conversa con él, lo inspira a continuar y resucita una planta de su escritorio antes de desaparecer misteriosamente.
Maggie visita la dirección, ubicada en un edificio deteriorado en Queens y encuentra a Eric, Jenna y Cody allí. Maggie apunta a Eric a punta de pistola, pero su secuaz, Stuart, la duerme. Ella recupera el conocimiento en el asiento del conductor de un automóvil y se estrella contra el costado de un puente. Un misterioso y amable extraño la ayuda momentos antes de que el auto caiga al río. Mientras tanto, Eric intenta obligar a Cody a mirar mientras convence a un vagabundo de suicidarse mediante autoinmolación, intentando convencerla de que es mejor renegar de Dios ya que gente así existe porque Dios lo permite. Sin embargo, Cody frustra esto apagando la cerilla, asegurándole al hombre que no ha sido abandonado. Después, Eric, enojado, quema vivo al hombre. Mientras tanto, Jenna permanece sedada con heroína, revelando que jamás se rehabilitó y que ha entregado a su hija a cambio de recibir dosis de cotidianamente.
Eric lleva a Cody hasta el edificio más alto e intenta corromperla tentándola a utilizar sus dones para sí misma, asegurándole que el amo a quien él sirve le otorga gran poder y protección, desafiándola a saltar desde la cornisa para demostrar si la protección de Dios es tan grande como la de su amo. Por toda respuesta, Cody señala que saltará después que él lo haga; Eric, molesto y sin el valor de saltar se retira del lugar con la niña decidido a acabarla ahora que ha comprobado que no puede corromperla ni hacer que rechace a Dios. 
Maggie rastrea a Cody, quien está siendo cuidado por una niñera de la secta, Dahnya, y huye con ella mientras visita a un ortodoncista. Cuando los cultistas están a punto de atraparlas en los andenes del metro mientras escapan, otro misterioso extraño, esta vez una mujer, les ayuda a entrar al vagón antes de partir manteniendo la puerta abierta. A instancias de un sacerdote jesuita, Maggie y Cody van al convento de la hermana Rosa en Vermont, pero los cultistas los acechan y logran secuestrar a la niña. 
Maggie llama al agente Travis, quien acepta ayudarla y rastrearlos hasta una finca palaciega propiedad de Eric. Maggie y Travis irrumpen en la casa, pero son atacados por cultistas que golpean a Travis. Maggie huye al bosque y llega a una iglesia abandonada donde el culto prepara para una misa negra. Mientras tanto, las monjas del convento de la hermana Rosa, preocupadas por el hecho de que Maggie no haya llegado con Cody, rezan en masa por su bienestar. Maggie apuñala a Eric, quien luego le dispara mientras intenta salvar a Cody. Los tres extraños que anteriormente ayudaron a Maggie, Cody y Travis, se manifiestan transfigurados como ángeles protectores de Cody, sanando las heridas de bala de Maggie. La policía allana la iglesia; Travis mata a Eric y observa cómo los ángeles, convertidos en orbes de luz se dispersan.
Algún tiempo después, Jenna está en rehabilitación y le ha pedido a Maggie que adopte legalmente a Cody. Mientras Maggie, Travis y Cody caminan hacia misa sin notar que un cultista sobreviviente los acecha y planea apuñalar a la niña. Enmarcada por estatuas de ángeles con espadas, ella se gira para mirarlo de forma amenazante, por lo que se detiene, asombrado, deja caer el cuchillo y huye.

## Reparto
| Actor               | Personaje          |
| ------------------- | ------------------ |
| Kim Basinger        | Maggie O'Connor    |
| Jimmy Smits         | Agente John Travis |
| Holliston Coleman   | Cody O'Connor      |
| Rufus Sewell        | Eric Stark         |
| Angela Marie Bettis | Jenna O'Connor     |
| Christina Ricci     | Cheri Post         |
| Michael Gaston      | Det. Frank Bugatti |
| Lumi Cavazos        | Hermana Rosa       |
| Dimitra Arliss      | Dahnya             |
| Eugene Lipinski     | Stuart             |
| Anne Betancourt     | Maria              |
| Ian Holm            | Reverendo Grissom  |
| Helen Stenborg      | Hermana Joseph     |

## Recepción
Bless the Child recibió críticas negativas casi universales de los críticos, con Rotten Tomatoes otorgándole a esta película una calificación del 3% y ocupa el puesto número 29 en sus películas peor revisadas de la última década.
El crítico de cine Bruce Kirkland sintió que Bless the Child se burlaba de la Cienciología bajo la apariencia del culto ficticio "The New Dawn".
Las audiencias encuestadas por CinemaScore le dieron a la película una calificación promedio de "B" en una escala de A + a F.

## Taquilla
La película se estrenó en el puesto # 7 en la taquilla de América del Norte con un valor de $ 9,4 millones en su primer fin de semana. Pasó a recaudar solo $ 40.4 millones en todo el mundo, por debajo de su presupuesto de $ 65 millones.

## Premios y nominaciones
| Año  | Premio                           | Categoría                                                          | Candidato         | Resultado |
| ---- | -------------------------------- | ------------------------------------------------------------------ | ----------------- | --------- |
| 2000 | Stinkers Bad Movie Awards        | Peor actriz                                                        | Kim Basinger      | Nominado  |
| 2000 | Stinkers Bad Movie Awards        | Película involuntariamente más humorística                         | Bless the Child   | Nominado  |
| 2001 | Premios Young Artist             | Mejor actuación en largometraje de un artista de diez años o menor | Holliston Coleman | Nominado  |
| 2001 | Premios Saturn                   | Mejor intérprete joven                                             | Holliston Coleman | Nominado  |
| 2001 | Blockbuster Entertainment Awards | Actriz de reparto favorita de suspenso                             | Christina Ricci   | Ganador   |
| 2001 | Blockbuster Entertainment Awards | Actriz favorita de suspenso                                        | Kim Basinger      | Nominado  |
| 2001 | Premios Golden Raspberry         | Peor actriz                                                        | Kim Basinger      | Nominado  |